# Sent Joan de l'Èrm
Sent Joan de l'Èrm (francès  Saint-Jean-Lherm) és un municipi francès situat al departament de l'Alta Garona, a la regió Occitània.